# Bob Acri
Robert R. Acri (ur. 1 października 1918 w Chicago, zm. 25 lipca 2013) – amerykański pianista jazzowy.
W trakcie swojej kariery współtworzył z takimi osobistościami jak Lena Horne, Ella Fitzgerald, Barbara Streisand, Mike Douglas oraz z zespołami Buddy'ego Richa, Harry'ego Jamesa i Woody'ego Hermana. Jeden z jego utworów pt. "Sleep Away" znajduje się domyślnie w folderze "przykładowa muzyka", w każdym nowym egzemplarzu systemu operacyjnego Windows 7.